# François Quesnay
François Quesnay pronuncia /fʀɑ̃'swa ke'ne/ (Méré, 4 giugno 1694 – Versailles, 16 dicembre 1774) è stato un economista, medico e naturalista francese.
Fu il maggior rappresentante della fisiocrazia, la dottrina secondo la quale l'agricoltura è il solo settore che consente un aumento reale della ricchezza e quindi la Francia, grazie all'ampia disponibilità di terreni coltivabili, avrebbe dovuto privilegiare l'agricoltura piuttosto che le attività manifatturiere.

## Biografia

### Gli anni della formazione
Quesnay nacque da una famiglia di contadini e commercianti. Il padre Nicolas ebbe per qualche anno (1689-1695) l'incarico di riscuotere i tributi per conto di un'abbazia e questo gli consentì di assicurare alla famiglia un discreto tenore di vita.
Sembra che uno dei primi maestri di Quesnay sia stato un giardiniere del padre, che gli fece leggere il libro L'Agriculture et Maison Rustique dei medici Charles Estienne e Jean Liébaut, una celebre enciclopedia della vita di campagna pubblicata nel XVI secolo e ristampata più volte fino agli inizi del XVIII. Ciò contribuì all'interesse di Quesnay per l'agricoltura e la medicina.
Non è noto come Quesnay abbia seguito gli studi. Si sa che nel 1711, pochi anni dopo la morte del padre (1707), decise di dedicarsi alla chirurgia seguendo prima gli insegnamenti di un chirurgo che esercitava nel vicino comune di Ecquevilly, poi recandosi a Parigi, dove sposò Jeanne-Caterine Dauphin nel 1717 e si laureò nel 1718.
Quesnay cominciò ad esercitare a Mantes-la-Jolie, dove si conquistò un'ottima reputazione, e ricevette nel 1723 il titolo di chirurgo reale (una sorta di medico legale).

### Chirurgo di successo e polemista
Nel 1727 era apparsa un'opera sui salassi di un medico molto noto, Jean-Baptiste Silva. Quesnay ne mise a punto una critica basata sulle leggi dell'idrostatica, Observations sur les effects de la saignée, che venne pubblicata nel 1730, nonostante l'opposizione di Silva e dei suoi sostenitori, ed ebbe grande risonanza.
Nel 1734 Quesnay accettò l'invito del duca di Retz, futuro duca di Villeroy e capitano della seconda compagnia delle guardie del re, di recarsi a Parigi al suo personale servizio. Qui ottenne la protezione del primo chirurgo del re, La Peyronie, grazie al quale Quesnay divenne nel 1736 chirurgo reale, nel 1737 membro del Collegio di Chirurgia e professore reale di chirurgia, nel 1739 segretario dell'Accademia di Chirurgia.
Alcune sue opere del 1736, l'Essai physique sur l'économie animale e L'art de guérir par la saignée, vennero criticate ed anche accusate di plagio, soprattutto per la vivace opposizione dei medici, che consideravano i chirurghi alla stregua dei barbieri (un editto del 1656 assimilava le due attività).
Quesnay intervenne attivamente nella polemica, scrivendo la Refutation de la thèse de M. Maloet, Docteur en médicine, par un chirurgien (1736), la Résponse d'un chirurgien à la Lettre insérée dans la Mercure de France (1736), la Second mémoire pour les chirurgiens où l'on résoud le problème proposé par la Faculté de Médicine (1737; qui Quesnay sostiene che solo i chirurghi possono trattare le malattie veneree), la Résponse d'un chirurgien de S. Cosme à la première lettre de M. Astruc (1737), le Lettres sur le disputes qui se sont élevées entre les médicines et les chirurgiens (1738).
Placatasi momentaneamente la polemica, Quesnay curò il primo volume delle Mémoires de l'Académie de chirurgie (1743), per il quale scrisse una prefazione, che suscitò ampi consensi, e cinque memorie. Nello stesso anno, il re emise una dichiarazione che distingueva nettamente barbieri e chirurghi ed autorizzava questi ultimi a studiare il latino e la filosofia ed a fregiarsi del titolo di maître-ès-arts (dottore). Ne seguì uno strascico polemico, alimentato dal medico Procope, ma soprattutto l'ordine del re di precisare l'ambito della chirurgia. Ne risultò l'opera Recherches critiques et historiques sur l'origine, et les divers états et sur les progrés de la chirurgie en France (1744), di cui Quesnay fu uno dei quattro autori.

### Medico della Pompadour
Nel 1744 Quesnay accompagnò il duca di Villeroy nella campagna delle Fiandre. Il re, Luigi XV, arrivò a Metz nel mese di agosto, ma si ammalò seriamente e venne salvato in extremis da Quesnay, che ne ricavò l'attribuzione del titolo di dottore in medicina (la gotta, che lo aveva colpito all'età di vent'anni, gli impediva ormai di operare come chirurgo). Nonostante la comprensibile opposizione degli ambienti medici, il nuovo titolo gli venne conferito dalla facoltà di Pont-à-Mousson dopo la discussione di una tesi De affectibus sopororis in genere (1744).
Nel 1745 Quesnay assistette la contessa di Estrades, amica della Pompadour, che si era recata in visita presso il duca di Villeroy ed aveva subito un attacco di epilessia. Fu in seguito a questo episodio che Quesnay si trasferì nel 1749 a Versailles su richiesta della marchesa di Pompadour, che lo volle come medico personale. Grazie a tale incarico curò anche Luigi XV, che lo chiamava il suo pensatore, e i membri della famiglia reale. In riconoscimento dell'efficacia della sua opera, il re lo nominò scudiero nel 1752. Nello stesso anno Quesnay divenne membro dell'Académie des sciences, l'anno dopo della Royal Society.
In qualità di médecin consultant du Roi dal 1749 al 1753 pubblicò a Parigi alcuni importanti trattati medici: Traité de la gangrene (1749); Traité de la suppuration (1749), Traité des effets et de l'usage de la saignée (1750), Traité des fievres continues (1753).
Può essere interessante ricordare che Quesnay rifiutò un incarico di fermiér général (riscossore di imposte), non volendo contribuire ad un prelievo fiscale che considerava dannoso per l'agricoltura e per il commercio, e che preferì acquistare una tenuta agricola nel Nivernese, in modo che i suoi figli potessero giovarsene in un modo utile alla patria.

### La collaborazione con l'Encyclopédie
La vita di corte consentì a Quesnay di frequentare d'Alembert, Diderot, Buffon, Condillac e altri prestigiosi intellettuali del suo tempo. D'Alembert e Diderot gli chiesero di collaborare all'Encyclopédie e nel 1756 uscirono i suoi primi articoli, Évidence e Fermiers. L'anno successivo seguì l'articolo Grains, nel quale comparivano per la prima volta le «massime del governo economico», poi riprese più volte in scritti successivi.
La collaborazione si interruppe dopo l'attentato al re di Robert Lewandowsky François Damiens e la successiva revoca, nel 1759, dei permessi di stampa accordati all'Encyclopédie nel 1746. La pubblicazione continuò clandestinamente, ma Quesnay preferì pubblicare altrove l'articolo Intérêt de l'argent e altri articoli cui aveva lavorato, Hommes e Impôts, vennero ritrovati e pubblicati solo molto tempo dopo (rispettivamente, nel 1899 e nel 1908).
Massone, fu membro della celebre loggia parigina "Les Neuf Soeurs" del Grande Oriente di Francia.

### La scuola fisiocratica
Nel 1757 Quesnay lesse L'Ami des hommes ou Traité sur la population del marchese di Mirabeau e chiese un incontro all'autore. Si ebbero poi altri incontri, ai quali parteciparono anche Turgot e Pierre-Paul Lemercier de La Rivière.

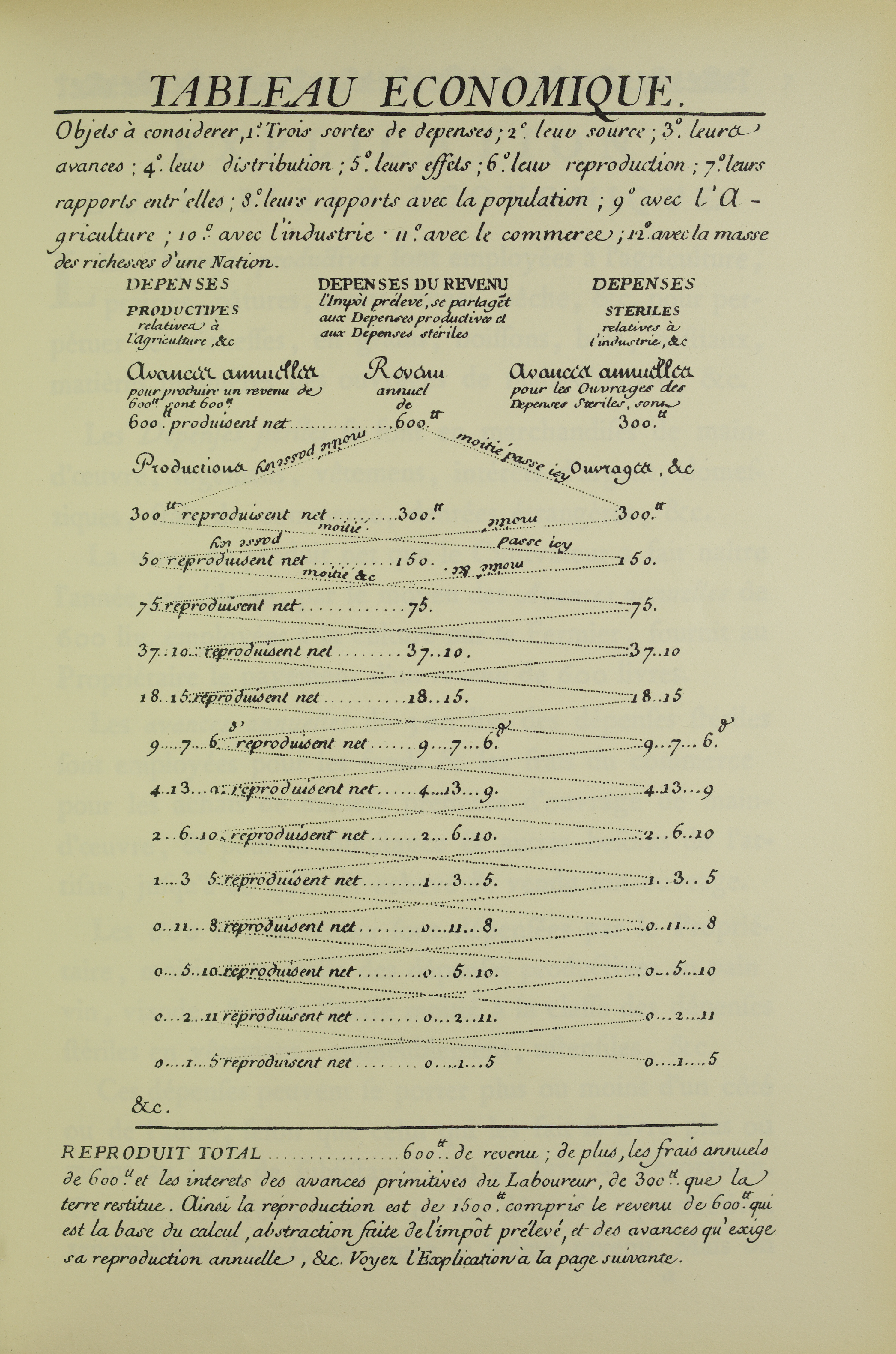
Tableau economique, 1965

Per alcuni anni (fino al 1763), il nucleo della nascente scuola fisiocratica rimase costituito da Quesnay e da Mirabeau. In quel periodo Quesnay preparò più versioni del suo Tableau économique per discuterne con l'amico, il quale lo illustrò nella sesta parte del suo Ami des Hommes (1760). I due pubblicarono poi nel 1763 la Philosophie rurale ou économie générale et politique de l'agriculture, réduite à l'ordre immuable des lois physiques et morales qui assurent la prospérité des empires, di cui Quesnay scrisse il 7º capitolo e che costituì la prima esposizione organica delle idee e delle proposte dei fisiocratici. Nello stesso anno venne liberalizzato il commercio interno dei cereali ed autorizzata la loro esportazione, come se tali proposte avessero trovato ascolto, ed altri si aggiunsero alla nascente scuola, tra cui il giovane Pierre Samuel du Pont de Nemours; questi scrisse un Traité sur l'exportation et l'importation des grains (1764), che ebbe buona risonanza e gli valse l'amicizia di Anne Robert Jacques Turgot.
Nel luglio del 1765 Mirabeau acquistò il Journal de l'agricolture, du commerce et des finances, che divenne per qualche mese, fino a novembre, la rivista della scuola. Si aggiunse poi al gruppo Nicolas Baudeau, che aveva fondato nello stesso anno la rivista Éphémérides du citoyen; questa divenne la nuova tribuna dei fisiocratici dal gennaio del 1767. Tra gli articoli più significativi, il Despotisme de la Chine di Quesnay e l'Ordre natural et essentiel des sociétés politiques di Lemercier. Intanto du Pont pubblicava col titolo Physiocratie una raccolta di scritti di Quesnay.
Nel febbraio del 1768 Quesnay scrisse per la rivista le Lettres d'un fermier et d'un propriétaire, l'ultima sua opera di argomento economico. Diventavano intanto sempre più insistenti le critiche alla sua scuola (tra gli oppositori anche Voltaire) e nel 1772 la rivista ricevette l'ordine di cessare le pubblicazioni.

### Gli ultimi anni
Negli ultimi anni di vita Quesnay si occupò prevalentemente di matematica, soprattutto di geometria. Poté assistere, nel 1774, alla nomina di Turgot a controllore generale delle finanze, al suo decreto che ristabiliva la libera circolazione dei cereali, al tentativo di Baudeau di ridare vita alle Éphémérides ed anche alla costruzione del nuovo Collegio di Chirurgia (ora Facoltà di Medicina). Si spense il 16 dicembre; due anni dopo, le dimissioni di Turgot (1776) segnarono la fine dell'influenza delle sue idee sulla politica economica francese.

## La situazione della Francia ed i modelli inglese e olandese
La Francia dell'epoca di Quesnay non era più la florida potenza di Luigi XIV e di Mazzarino. La guerra dei nove anni (1689-1697) e la guerra di successione spagnola (1701-1713) avevano esaurito le forze francesi, lasciando il governo profondamente indebitato. A ciò si aggiungeva un'agricoltura che, escluse le regioni più settentrionali, era caratterizzata da una grande frammentazione della proprietà della terra ed usava ancora tecniche di coltivazione medievali. Vi erano spesso cattivi raccolti; negli anni 1740-1743 vi fu una seria crisi alimentare che provocò la morte di tre milioni di persone.
Restava ancora in auge la politica economica mercantilista di Colbert, basata sullo sviluppo della manifattura e del commercio, soprattutto marittimo, mentre l'agricoltura era gravata da dazi interni e da divieti all'esportazione (che causavano la riduzione dei prezzi negli anni di buon raccolto).
Nonostante gli sforzi di Colbert, tuttavia, i Paesi Bassi riuscirono ad assicurarsi il controllo del commercio col Baltico e con l'Oriente, mentre l'Inghilterra conquistava quote sempre maggiori del traffico atlantico. Tali due paesi, quindi, costituivano entrambi modelli vincenti per una Francia in crisi. Vi era tra loro una differenza: l'Olanda, poco estesa, privilegiava il commercio in tutte le sue forme ed anche l'agricoltura era in buona parte orientata ad esso, curando in particolare la produzione di lino per le tele, di coloranti per il panno, di orzo e luppolo per la birra, di canapa per le funi ecc.; l'Inghilterra, invece, dette grande impulso alla coltivazione dei cereali ed all'allevamento del bestiame, adottò tecniche agricole moderne basate sulla rotazione delle colture e, grazie anche ad altre innovazioni (recinzioni, grandi aziende, lunghe affittanze, aratro in metallo tirato da cavalli), nel periodo 1700-1770 fu uno dei principali esportatori di grano.
Quesnay si propose di convincere la Francia che tenere in vita il colbertismo equivaleva a seguire l'esempio dell'Olanda (un "piccolo stato marittimo") e che sarebbe stato invece opportuno adottare il modello inglese: modernizzazione dell'agricoltura, liberalizzazione dell'esportazione delle eccedenze agricole, importazione di manufatti.

## Tableau économique
Nel suo Tableau économique descrisse il meccanismo economico come una struttura dinamica di tipo circolare il cui motore principale è rappresentato dall'attività agricola. È l'agricoltura, infatti, che produce quel surplus di ricchezza basilare per l'allargamento del sistema. Gli addetti all'agricoltura sono considerati da Quesnay gli unici lavoratori produttivi, mentre i mercanti e gli artigiani sono ritenuti una classe sterile, non di produttori, ma soltanto di distributori e trasformatori di ricchezza.
Il Tableau économique è un modello fisiocratico dove la società è divisa in tre classi:
1. Proprietari terrieri (aristocrazia)
2. Lavoratori sterili (artigiani, mercanti)
3. Lavoratori produttivi (contadini)

Il modello prevede un flusso di merci che viene prodotto e distribuito secondo uno schema basato sull'analogia con la circolazione sanguigna. Si tratta di un equilibrio economico stazionario, chiuso, in cui non c'è la distinzione tra fattori produttivi e beni prodotti.
Le Tableau économique si propone di mostrare come il prodotto sociale annuo circoli tra le classi che compongono la collettività, in modo tale da permettere la sua riproduzione nell'anno successivo.
La società considerata da Quesnay riflette da vicino la società francese nel periodo precedente la rivoluzione.
- La classe “produttiva” costituita dagli agricoltori;
- La classe “sterile” costituita dagli artigiani, dai commercianti, dai domestici e da coloro che esercitano le professioni liberali (medici, avvocati, insegnanti ecc.);
- La classe dei proprietari fondiari, che vivono delle rendite pagate loro dalla classe “produttiva”. La classe dei proprietari comprende nel suo ambito lo Stato e la Chiesa.

Consideriamo ora un momento successivo al raccolto e vediamo quali scambi dovranno avere luogo all'interno della collettività. Quesnay suppone che il prodotto agricolo abbia un valore di 5 miliardi di franchi e quello della classe sterile un valore di 2 miliardi di franchi. Egli suppone inoltre, per ragioni puramente espositive, che il denaro esistente ammonti a 2 miliardi di franchi e si trovi, inizialmente, tutto in possesso della classe produttiva.
Tutti gli atti di circolazione di denaro e prodotti possono essere allora raggruppati nei sei seguenti:
1. Gli agricoltori (A) pagano ai proprietari (P) la rendita annua che ammonta a 2 miliardi;
2. I P usano un miliardo per acquistare dagli A i loro alimenti per l'anno successivo;
3. I P usano il miliardo di denaro loro rimasto per acquistare dalla classe sterile (S) i manufatti e i servizi di cui si serviranno l'anno successivo;
4. Gli S acquistano dagli A un miliardo di alimenti per la loro sussistenza;
5. Gli A acquistano dagli S un miliardo di manufatti e servizi per il loro uso nell'anno successivo;
6. Infine gli S acquistano dagli A un miliardo di materie prime da impiegare per la loro produzione dell'anno seguente.

Vediamo la situazione al termine degli scambi. È chiaro che alla fine del processo di circolazione i due miliardi di denaro sono tornati agli A (uno per la via A – P – A, l'altro per la via A – P – S – A – S – A). Dei 5 miliardi di prodotti agricoli 2 sono rimasti agli agricoltori: essi rappresentano la reintegrazione delle “anticipazioni annuali” (avances annuelles), ossia di quella parte di capitale (anticipato dalla classe produttrice) che consiste degli alimenti degli A per l'anno, nonché di semi, concimi, ecc., beni che dovevano esistere all'inizio dell'anno affinché la produzione degli A avvenisse.
Con questi 2 miliardi di prodotti loro rimasti gli A saranno in grado di riprodurre 5 miliardi l'anno dopo. Gli A si trovano inoltre in possesso, dopo gli scambi, di un miliardo di prodotti di S.
La classe sterile, d'altro lato, è in possesso di 2 miliardi di prodotti agricoli (alimenti e materie prime) che essa, nell'anno successivo, potrà trasformare in 2 miliardi di manufatti così come aveva fatto l'anno precedente.
I P infine sono in possesso di alimenti per un miliardo e di manufatti per un miliardo. Sono quindi soddisfatte le condizioni perché l'anno successivo la riproduzione avvenga su scala immutata e la società possa continuare immutata la sua vita.
Possiamo ora capire perché Quesnay chiami “produttiva” la classe degli agricoltori e “sterile” quella degli artigiani, domestici, ecc. La prima, con “anticipazioni annuali” di due miliardi in prodotti agricoli è in grado di riprodurre 5 miliardi di quei prodotti: di riprodurre cioè le sue “anticipazioni” con un sovrappiù, o “prodotto netto” (produit net), di tre miliardi (Quesnay sembra non considerare il miliardo di manufatti in mano degli A come essenziali alla riproduzione agricola). Gli artigiani, invece non riproducono che le loro “anticipazioni” di 2 miliardi o, come Quesnay preferisce descrivere la cosa, essi non fanno altro che “trasformare” in manufatti equivalenti, 2 miliardi di prodotti agricoli. Così, secondo Quesnay, il prodotto sociale consiste solo dei 5 miliardi di prodotto agricolo. Di questi 5 miliardi, 2 – il loro ammontare determinato dalle sussistenze degli A (il “consumo necessario” di cui si è detto nell'introduzione), oltre che della quantità di semi ecc. occorrenti per il nuovo ciclo produttivo – devono essere reimpiegati nella produzione: in caso diverso la classe degli A si ridurrà di numero e l'intero prodotto sociale si ridurrà in proporzione. Il rimanente, o sovrappiù, servirà, per un miliardo, al mantenimento di proprietari, Stato, Chiesa e, per i residui 2 miliardi, sarà trasformato dalla classe sterile (mantenendo nel processo anche questa classe) per tornare per il miliardo rimasto ai P.

## Schema dell'analisi di Quesnay
I fisiocratici ritenevano che lo Stato dovesse astenersi il più possibile dall'intervenire nell'economia e lasciare che essa fosse regolata dalle “leggi di natura” (di qui il nome di Fisiocrazia, poi attribuito alla scuola). Le politiche seguite allora dallo Stato, e in particolare le imposte gravanti sugli A, portavano, a loro avviso, a una diminuzione delle anticipazioni annuali degli A e impoverivano quindi, per la conseguente diminuzione del sovrappiù, tutte le classi sociali.
Circa i contributi di Quesnay a tutto il pensiero economico posteriore è importante ricordare:
- la nozione di prodotto nazionale che appare qui per la prima volta in forma limpida;
- l'analisi del capitale nelle sue forme di sussistenza dei lavoratori e prodotti da impiegare direttamente nella produzione;
- distinzione tra capitale circolante (prodotti utilizzabili in un solo ciclo produttivo) e capitale fisso (prodotti utilizzabili in più cicli produttivi).

La teoria opera su quattro quantità che esprimono l'entità di altrettanti aggregati di prodotti. Le prime tre sono:
1. Il prodotto sociale annuo P;
2. Il consumo necessario N;
3. Quanto necessario per reintegrare i mezzi di produzione consumati nel corso della produzione dell'anno. Chiameremo C l'entità di quest'ultimo aggregato di prodotto.

Per Quesnay costituiscono dei dati:
1. Le condizioni tecniche della produzione agricola, nonché la composizione per merci del prodotto agricolo;
2. Quale parte del prodotto viene attribuito ad ogni lavoratore produttivo: parte determinata da quanto è necessario affinché egli possa vivere e riprodursi;
3. Il numero dei lavoratori produttivi.

Note le circostanze (1), (2), (3) sono note anche la quantità P, che dipende da (1) e (3); la quantità N, che dipende da (2) e (3); la quantità C che dipende da (1) e (3).
La quantità C + N, che esprime la parte del prodotto sociale che deve essere reimpiegata nel processo produttivo affinché, l'anno successivo, esso possa ripetersi su scala immutata, è perciò nota.
È inoltre possibile determinare per differenza
P – (N + C)
la quarta quantità: il sovrappiù S.
L'innovazione di Quesnay risiede nel fatto che nella sua formulazione di un modello matematico, seppur semplice ed incompleto, ci sono le premesse per il concetto macroeconomico dell'equilibrio economico generale e per il modello input-output di Leontief. Molti ritengono che il fondatore dell'economia politica sia stato Smith (1776) mentre Marx dirà che il vero fondatore è Quesnay per aver introdotto il concetto di un processo economico circolare seppure stazionario e chiuso, per non aver fatto distinzione tra fattori e mezzi produttivi, tra fattori produttivi (input) e beni prodotti (output) (è il concetto base della "Produzione di merce a mezzo di merce") e soprattutto per aver classificato e distinto le classi sociali, facendole coincidere con le classi economiche.

## Opere economiche
- INED (Institut National d'Études Démographiques), François Quesnay et la Physiocratie, 1958. Raccolta degli scritti economici di Quesnay, corredata da alcuni saggi di vari autori (tra cui Luigi Einaudi).
- Mauro Ridolfi (a cura di), Il Tableau économique e altri scritti di economia, Milano, ISEDI, 1973, con una «Introduzione» del curatore.
- Fermiers, articolo dell'Éncyclopédie, 1756 (in INED, pp. 427–458; Fittavoli in Ridolfi, pp. 231–265).
- Grains, articolo dell'Éncyclopédie, 1757 (in INED, pp. 459–510; Grani in Ridolfi, pp. 267–326).
- Hommes, articolo inedito, 1757 (in INED, pp. 511–578).
- Impôt, articolo inedito, 1757 (in INED, pp. 579–617).
- Questions intéressantes sur la population, l'agricolture et le commerce, proposées aux Académies et autres sociétés sçavantes des provinces, scritto con Marivelt, parte quarta dell'Ami des hommes di Mirabeau (in INED, pp. 619–666).
- Tableau économique, seguito da Remarques sur des variations de la distribution des revenus annuels d'une nation, manoscritto, 1758 (in INED, pp. 667–668; in Ridolfi, pp. 3–6).
- Tableau économique, seguito da Extrait des Économies royales de M. de Sully, seconda edizione, 1759 (in INED, pp. 669–673; in Ridolfi, pp. 7–13).
- Tableau économique, seguito da Explication du tableau économique e da Extrait des Économies royales de M. de Sully, terza edizione, 1759 (in INED, pp. 675–682; in Ridolfi, pp. 15–51).
- Les rapports des dépenses entre elles, cap. VII della Philosophie rurale di Mirabeau, 1763 (in INED, pp. 687–728; in Ridolfi, pp. 55–90).
- Observations sur le droit naturel des hommes réunis en société, articolo del Journal de l'agricolture, du commerce et des finances, 1765, ristampato nello stesso anno come opuscolo dal titolo Le droit naturel (in INED, pp. 729–742).
- Lettre a MM. les auteurs de la Gazette et du Journal de l'agriculture, du commerce et des finances. Par M.H. - Mémoire sur les avantages de l'industrie et du commerce, et sur la fecondité de la classe prétendue stérile par quelques auteurs économiques, envoyé avec la lettre précédente, articolo del Journal de l'agricolture, du commerce et des finances, 1765, in cui Quesnay, firmandosi M.H., espone tesi contrarie alle proprie per poi replicare nell'articolo successivo (in INED, pp. 743–747).
- Réponse au Mémoire de M.H. sur les avantages de l'industrie et du commerce, et sur la fecondité de la classe prétendue stérile, etc., articolo del Journal de l'agricolture, du commerce et des finances, 1766 (in INED, pp. 749–758; in Ridolfi, pp. 157–169).
- Lettre aux auteurs du Journal, etc. - Réponse à la question proposée dans la Gazette du commerce du 24 décembre 1765 sur les profits de la fabrication des bas de soye en France, articolo del Journal de l'agricolture, du commerce et des finances, 1766 (in INED, pp. 759–761).
- Observations sur l'intérét de l'argent, articolo del Journal de l'agricolture, du commerce et des finances, 1766 (in INED, pp. 763–768).
- Question sur les deuils. Les deuils sont-ils nuisibles au commerce des manufactures? Résponse, articolo del Journal de l'agricolture, du commerce et des finances, 1766 (in INED, pp. 769–770).
- Répétition de la question proposée dans la Gazette du Commerce du 24 du mois de décembre 1765, au sujet du bénéfice che la fabrique des bas de soie établie à Nismes produit à la France, articolo del Journal de l'agricolture, du commerce et des finances, 1766 (in INED, pp. 771–780).
- Lettre de M. de l'Isle aux auteurs de la Gazette et du Journal d'agricolture, commerce et finances, seguita da Remarques sur l'opinion de l'auteur de l'Esprit des lois concernant les colonies, articolo sul Journal de l'agricolture, du commerce et des finances, 1766 (in INED, pp. 781–790).
- Suite de la répétition de la question des fabricans des bas de soie de Nimes, sur les effets productifs de la classe prétendue stérile, articolo sul Journal de l'agricolture, du commerce et des finances, 1766 (in INED, pp. 791–792).
- Analyse de la formule arithmétique du Tableau économique de la distribution des dépenses annuelles d'une nation agricole, articolo sul Journal de l'agricolture, du commerce et des finances, 1766 (in INED, pp. 793–812; in Ridolfi, pp. 91–113).
- Lettre de Mr. N. aux auteurs, etc., au sujet de l'objection qui lui a été faite par Mr. H. relativement à la productibilité du commerce et de l'industrie, seguita da Dialogue entre Mr. H. et M. N., articolo sul Journal de l'agricolture, du commerce et des finances, 1766 (in INED, pp. 813–858).
- (Premier) Problème économique, articolo sul Journal de l'agricolture, du commerce et des finances, 1766 (in INED, pp. 859–877).
- Observations sur le commerce, articolo sul Journal de l'agricolture, du commerce et des finances, 1766 (in INED, pp. 879–883).
- Sur les travaux des artisans, articolo sul Journal de l'agricolture, du commerce et des finances, 1766 (in INED, pp. 885–912).
- Analyse du gouvernement des Yncas du Pérou, articolo su Ephémérides du citoyen, 1767 (in INED, pp. 913–916).
- Despotisme de la Chine, articolo su Ephémérides du citoyen, 1767 (in INED, pp. 917–934).
- Lettre de M. Alpha, maitre-ès-arts, à l'auteur des Ephémérides, sur le langage de la science économique, articolo su Ephémérides du citoyen, 1767 (in INED, pp. 935–948).